# Hombre (film)
Pour les articles homonymes, voir Hombre.
Pour plus de détails, voir Fiche technique et Distribution.
Hombre est un western américain réalisé par Martin Ritt et sorti en 1967. Il s'agit d'une adaptation du roman du même nom d'Elmore Leonard publié en 1961.

## Synopsis
Arizona, 1884. John Russel (Hombre, « homme » en espagnol) est un jeune blanc élevé depuis l'enfance par les Apaches comme un des leurs, puis recueilli et adopté par le propriétaire de l'hôtel d'une petite ville. Adulte, Hombre a cependant choisi de retourner vivre avec les Apaches, dans leur réserve. À la mort de son père adoptif, Hombre hérite l'hôtel. Il décide de le vendre pour acheter des chevaux, ce qui l'oblige à licencier la gérante, Jessie, une fille au grand cœur qui a roulé sa bosse. Le lendemain Hombre prend la diligence afin de gagner la ville. Voyagent en sa compagnie son ami Enrique Mendez, le cocher ; Jessie ; le Professeur Alexander Favor agent des affaires indiennes, et son épouse, Audra ; un jeune couple anodin (Lee et Doris Blake) ; et un baroudeur vulgaire et arrogant, Cicero Grimes. Pendant le voyage, les voyageurs serrés les uns contre les autres et secoués par les cahots bavardent. La conversation tombe sur les indiens, et Hombre prend leur défense : ils ont, dit-il, été trompés par le gouvernement qui les a parqués dans des zones arides sans ressources, les affamant, notamment par les malversations des directeurs des Bureaux des Affaires Indiennes, ces derniers détournant sans scrupules leur pourtant famélique pécule, par des malversations comptables, pour s'enrichir à leurs dépens, allant jusqu'à critiquer la rudesse liée à leur dénuement.
M. et Mme Favor, qui avaient acheté la diligence grâce à la somme d'argent détournée, ne supportent pas la présence d'un injuns-lover (« amoureux des indiens ») à leurs côtés et le contraignent à faire le voyage sur le siège avant, à côté du cocher.
Le matin du deuxième jour, quatre bandits à la solde de Grimes arrêtent l'attelage, dévalisent les voyageurs, prennent en otage la femme du professeur et s'éloignent en les laissant pratiquement sans eau. Ils avaient découvert que le couple Favor avait détourné l'argent destiné aux Apaches et entendaient se l'approprier. Hombre, en mettant la main sur sa carabine Marlin cachée sur le toit de la diligence, réussit à abattre deux des bandits qui s'étaient attardés, justement ceux qui portaient le butin. Puis il entraîne dans le maquis la troupe des voyageurs désemparés. Les bandits, aidés par un desperado fine gâchette, vont se lancer à leur poursuite. D'un côté quatre bandits décidés et sans scrupules, munis d'une otage et de l'autre, deux femmes, un gamin sans grande jugeote, un vieillard aussi lâche que cupide et égoïste, un travailleur mexicain trop scrupuleux, et un « marginal » entre deux mondes, ayant pour atouts son expérience de la survie dans les bad-lands - et comme handicap son appartenance psychologique et culturelle au peuple indien faisant de lui un être infréquentable pour les blancs. Il doit pourtant sauver de l'insolation et de la faim l'otage, Mme Favor, qui dans la diligence s'était écriée « je préfèrerais mourir de faim que de manger du chien ». Pourtant au grand étonnement de Jessie il était resté de marbre lorsque Grimmes s'était approprié indûment le billet de la diligence, acheté à la Compagnie par un jeune soldat sans armes ; gentil garçon d'apparence. John Russel répondit à Jessie : « je n'avais pas la moindre envie de me faire trouer la peau pour ce type ». Il sous-entendait un ennemi par essence des Apaches.

## Fiche technique
- Titre original : Hombre
- Réalisation : Martin Ritt
- Scénario : Irving Ravetch (en) et Harriet Frank Jr. (en), d'après le roman éponyme d'Elmore Leonard
- Production : Irving Ravetch et Martin Ritt
- Photographie : James Wong Howe
- Montage : Frank Bracht
- Musique : David Rose
- Orchestration : Leo Shuken et Jack Hayes
- Direction artistique : Jack Martin Smith et Robert Emmet Smith
- Décors : Raphaël Bretton et Walter M. Scott
- Costumes : Donfeld
- Son : John R. Carter et David Dockendorf
- Cascades : George P. Wilbur
- Société de production : Hombre Productions
- Société de distribution : 20th Century Fox
- Éditeur DVD : Fox Pathé Europa
- Langue originale : anglais
- Genre : Western
- Durée : 111 minutes
- Pays de production :  États-Unis
- Format : Couleurs - 2,35:1 - Mono (Westrex Recording System) - 35 mm
- Dates de sortie :
  - États-Unis : 21 mars 1967
  - France : 26 mai 1967
- Affiche : Boris Grinsson (France)

## Distribution
- Paul Newman (VF : Marc Cassot) : John Russell
- Fredric March (VF : Michel Etcheverry) : Dr Alex Favor
- Richard Boone (VF : Claude Bertrand) : Cicero Grimes
- Diane Cilento (VF : Nita Klein) : Jessie
- Cameron Mitchell (VF : Jacques Deschamps) : Frank Braden
- Barbara Rush (VF : Nelly Benedetti) : Audra Favor
- Peter Lazer (VF : Patrick Dewaere) : Billy Lee Blake
- Margaret Blye (VF : Joëlle Janin) : Doris Blake
- Martin Balsam (VF : Jean-Henri Chambois) : Henry Mendez
- Skip Ward (VF : Michel Gatineau) : Steve Early
- Frank Silvera (VF : Henri Virlojeux) : le bandit mexicain
- David Canary (VF : Jean-Pierre Duclos) : Lamar Dean
- Val Avery (VF : Pierre Collet) : Delgado
- Larry Ward (VF : Serge Sauvion) : le soldat sans arme

## Production
Le tournage a lieu en Californie (Bell Ranch à Santa Susana), en Arizona (forêt nationale de Coronado, Old Tucson Studios, Helvetia Mine dans le comté de Pima) ainsi qu'à Las Vegas.